# Лорин Вилијамс
Лорин Вилијамс (енгл. Lauryn Williams; Рочестер, Пенсилванија, 11. септембар 1983) је америчка атлетичарка специјалиста за спринт. Од сезоне 2013/14. такмичи се и у бобу двоседу.

## Атлетика
Одрасла је у предграђу Питсбурга и студирала на Мајами универзитету.
Вилијамсова је освајач сребрне медаље у дисциплини жене 100 метара на Олимпијским играма у Атини 2004. и освајач две златне медаље на Светском првенству 2005. у Хелсинкију на 100 м и у штафети 4 х 100 м.
На Светском првенству у дворани 2006. у Москви освојила је сребрну медаљу у трци на 60 м резултатом 7,01
У трци на 100 м на Светском првенству у Осаки 2007. одржаној 27. августа освојила је поново сребрну медаљу, јер је у фото-финишу изгубила од Веронике Кембел из Јамајке резултатом 11,01.

## Лични рекорди
- 100 м 10,88
- 200 м 22,27

## Боб
У сезони 2013/14. Лорин Вилијамс по први пут учествује у такмичењу Sветског купа у вожњи боба двоседа у пару са Еленом Мејерс. Прву победу у светском купу оствариле су 19. јануара 2014. на стази Иглс у Аустрији. Тим успехом постале су део олимпијског репрезентације САД на Зимским олимпијским играма 2014. у Сочију.
Дана 19. фебруара 2014, на Олимпијским играма освојиле су сребрну медаљу. У прве две вожње биле су боље од канадског двоседа, али су им се Канађанке Кејли Хамфриз и Хедер Мојз реванширале у трећој и четвртој и победиле са предношћо од 0,10 секунди.
Ово медаљом Вилијамсова је постала пети спортиста (трећа жена) свих времена који су освајали олимпијске медаље на летњим и зимским олимпијским играма. Пре ње то је пошло за руком:
- 1. Еди Иган, САД злато 1920. Антверпен, бокс и 1932. Лејк Плесид, злато боб четворосед
- 2. Јакоб Тулин Тамс, Норвешка злато 1924. Шамони, ски скокови и 1936. Берлин сребро једрење (8. м 6 члнова посаде)
- 3. Клара Хјуз, САД, бронза 1996. Атланта бициклизам (друмска трка) и 2006. Торино злато брзо клизање на 5.000 м
- 4. Криста Ротенбургер, Источна Немачка исте године 1988. Калгари брзо клизање злато на 1.000 м, сребро на 500 м, а Сеул сребро, бициклизам (спринт)